# Подрабинек, Александр Пинхосович
Александр Пинхосович Подраби́нек (род. 8 августа 1953, Москва) — советский диссидент, российский правозащитник, журналист и общественный деятель. Главный редактор агентства «ПРИМА-News», главный редактор газеты «Экспресс-Хроника» (1987—2000), корреспондент Международного французского радио в Москве. Член федерального политсовета движения «Солидарность». Лауреат премии журнала «Знамя» (2013).

## СССР

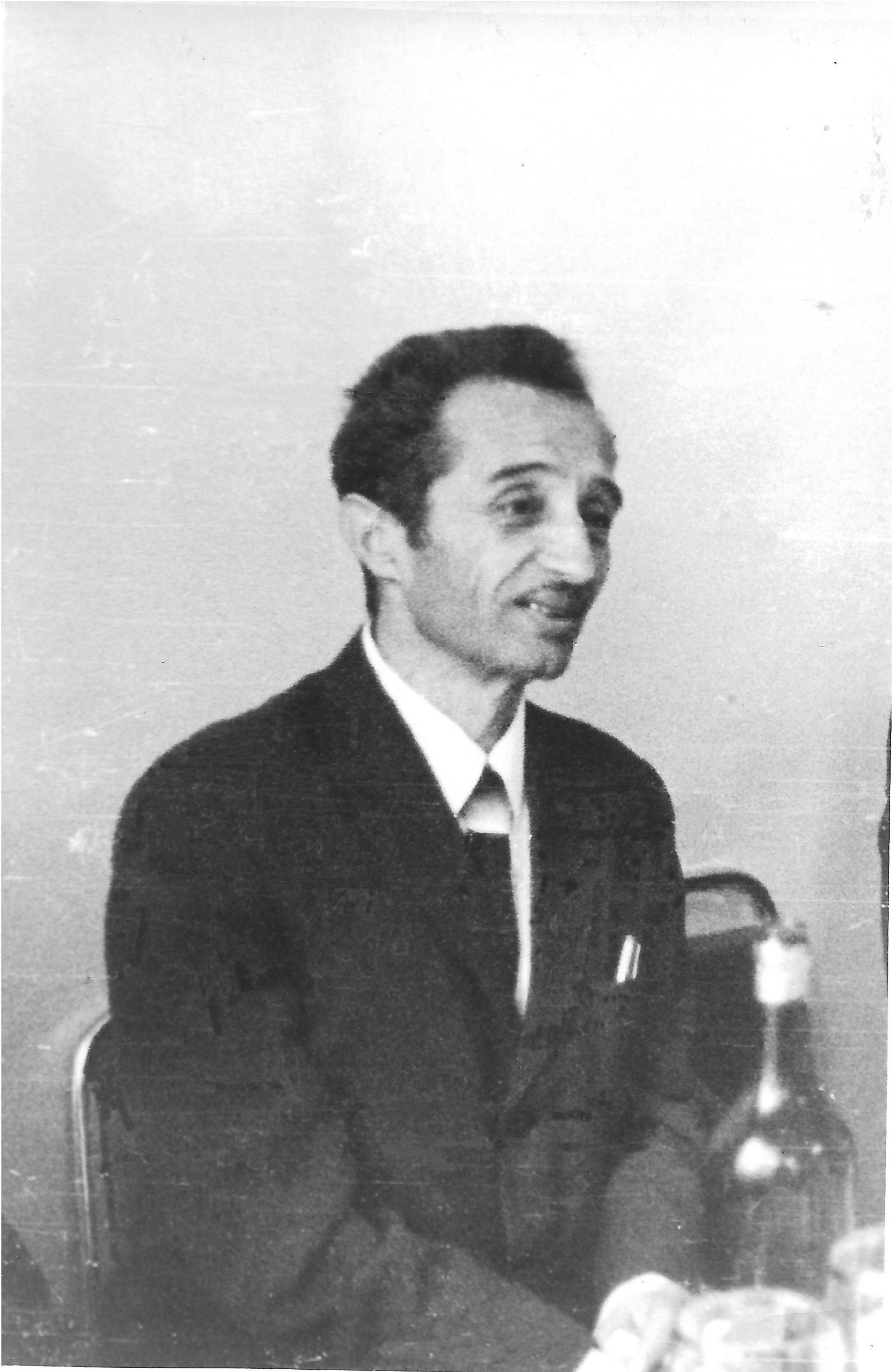
Пинхос Подрабинек (фото 1971 года)

Родился 8 августа 1953 года в городе Электросталь Московской области в семье биофизика и физиолога, кандидата медицинских наук Пинхоса Абрамовича Подрабинека (на илл.), участника Великой Отечественной войны, впоследствии правозащитника и автора двухтомных мемуаров «Страницы жизни» (1997), документальной хроники «Филиал ада на земле: „процесс“ по делу Кирилла Подрабинека» (1982), публицистических статей и научных трудов в области экспериментальной гематологии. Дед — заведующий лабораторией треста «Оргметалл», инженер Абрам Алтерович Подрабинек (1898, Кишинёв — 1938, Бутовский полигон) — репрессирован и расстрелян.
В 1974 году Подрабинек окончил медицинское училище по специальности «фельдшер», после чего работал в Москве в службе скорой помощи. В правозащитном движении с начала 1970-х годов. После окончания фельдшерского училища начинает собирать материалы о политических злоупотреблениях психиатрией в СССР, в 1977 году заканчивает книгу «Карательная медицина», основанную на данных о более чем 200 жертв злоупотреблений психиатрией. Материалы для книги Подрабинек собирал три года, посетив психиатрические больницы различных республик Советского Союза, опрашивая сотрудников и бывших пациентов. Часть собранных материалов конфисковал КГБ в марте 1977 года, но оставшиеся материалы появились в самиздате под названием «Карательная медицина» в мае того же года. Книга была представлена Amnesty International в качестве одного из документов на международном конгрессе психиатров в Гонолулу (1977), на котором было осуждено использование психиатрии в политических целях в СССР. Позднее, в 1980 году, книга издана в США в переводе Александра Лермана.
В 1977 году Подрабинек стал одним из соучредителей Рабочей комиссии по расследованию использования психиатрии в политических целях при Московской Хельсинкской группе; комиссия проводила большую работу по сбору информации о политических злоупотреблениях психиатрией и по оказанию помощи узникам совести, заключённым в психиатрические больницы, и их семьям. Добился освобождения нескольких узников специальных психиатрических больниц. Участвовал в издании информационного бюллетеня «Хроника текущих событий».
По утверждению в «Хронике текущих событий», в 1977 году сотрудники КГБ предложили Подрабинеку эмигрировать, пригрозив, что иначе против него и его брата будут возбуждены уголовные дела. Подрабинек отказался эмигрировать, опубликовав следующее заявление:

…Я не хочу сидеть в тюрьме. Я дорожу даже тем подобием свободы, которым пользуюсь сейчас. Я знаю, что на Западе я смогу жить свободно и получить, наконец, настоящее образование. Я знаю, что там за мной не будут ходить по пятам четверо агентов, угрожая избить или столкнуть под поезд. Я знаю, что там меня не посадят в концлагерь или психбольницу за попытки защитить бесправных и угнетенных. Я знаю, что там дышится вольно, а здесь — тяжело, и затыкают рот, и душат, если говорить слишком громко. Я знаю, что наша страна несчастна и обречена на страдания. И поэтому я остаюсь. Я не хочу сидеть за решёткой, но и не боюсь лагеря. Я дорожу своей свободой, как и свободой своего брата, но не торгую ею. Я не поддамся никакому шантажу. Чистая совесть для меня дороже бытового благополучия. Я родился в России. Это моя страна, и я должен оставаться в ней, как бы ни было тяжело здесь и легко на Западе. Сколько смогу, я буду и впредь защищать тех, чьи права так грубо попираются в нашей стране…

В мае 1978 года Подрабинек арестован в связи с распространением книги «Карательная медицина», обвинён в «клевете на советский строй» и осуждён на 5 лет ссылки в северо-восточной Сибири. Брат Подрабинека, Кирилл, тоже занимавшийся правозащитной деятельностью и тоже отказавшийся эмигрировать, был осуждён на 2,5 года лишения свободы по сфальсифицированному обвинению — за «незаконное приобретение пистолета для подводной охоты и боеприпасов». Александр Подрабинек в условиях ссылки перенёс гепатит. Неоднократно подвергался допросам в КГБ и обыскам дома и на работе.
А. Подрабинек в ссылке продолжал свою деятельность в составе Рабочей комиссии по расследованию использования психиатрии в политических целях. 13 июня 1980 года повторно арестован в ссылке в Усть-Нере (Якутия), в вину поставлены продолжение работы над текстом «Карательной медицины» для издания на английском языке и распространение «антисоветских» материалов. 6 января 1981 года приговорён к лишению свободы на срок 3,5 года с отбыванием наказания в исправительно-трудовой колонии. В лагере А. Подрабинек подвергался жестокому обращению, почти весь срок содержался в одиночной камере и ШИЗО (карцере); заболел туберкулёзом лёгких.
После освобождения из заключения поселился в городе Киржач Владимирской области, жил под административным надзором. В 1984—1987 годах работал в бригаде скорой медицинской помощи города Кольчугино.
В 1987—2000 годах — главный редактор еженедельной газеты «Экспресс-Хроника», задуманной как продолжение традиции «Хроники текущих событий». В 1988 году стал одним из соучредителей «Восточно-европейского информационного агентства», объединявшего независимых журналистов из Болгарии, Венгрии, Польши, СССР и Чехословакии; наладил интенсивный обмен неподцензурной информацией между Польшей и СССР благодаря газетам «Экспресс-Хроника» и «Борющаяся Солидарность».
В 1989 году стал инициатором создания и одним из четырёх соучредителей Независимой психиатрической ассоциации России, в том же году принятой во Всемирную психиатрическую ассоциацию.
В 1990 году встречался в Праге с Владимиром Буковским, призывал его вернуться в СССР и возглавить демократическую оппозицию.

## Постсоветский период
В 1990-х годах Подрабинек критиковал правозащитников, согласившихся сотрудничать с властью и, в частности, вошедших в состав Комиссии по правам человека при Президенте РФ (Людмилу Алексееву, Валерия Борщёва, Сергея Ковалёва и других).
В 1995 году выступил в защиту права на религиозную проповедь для организации Аум Синрикё, написав в Экспресс-хронике статью «История АУМ с правозащитной точки зрения: пробный шар».
С 2000 по 2009 годы — главный редактор правозащитного информационного агентства «ПРИМА-News». В декабре 2003 года ФСБ изъяла более 4000 экземпляров книги «ФСБ взрывает Россию» по причине «антигосударственной пропаганды». Книги направлялись в агентство для их дальнейшей реализации, а Подрабинек был допрошен в следственном изоляторе «Лефортово».
В 2004—2005 годах — руководитель российского отделения «Фонда гражданских свобод», основанного в 2000 году в США Борисом Березовским.
С 2005 по 2007 год — обозреватель «Новой газеты».
В марте 2005 года выступил в качестве общественного защитника по делу руководителей Музея и общественного центра имени Андрея Сахарова, обвинённых в разжигании религиозной вражды за проведение выставки «Осторожно, религия!».
А. Подрабинек выступает против совместных действий либеральной оппозиции с КПРФ и НБП Эдуарда Лимонова, считая, что подобное блокирование — «предательство принципов демократического движения». Он — один из персонажей документального фильма «Они выбирали свободу» (телекомпания RTVi, 2005).
24 марта 2006 года задержан в Минске на мирном митинге оппозиции, где находился как журналист. Три дня спустя, 27 марта, осуждён на 15 суток административного ареста.
С 2009 года является корреспондентом Русской службы Международного французского радио; регулярно публикуется в интернет-изданиях «ЕЖ», «Грани.ру» и на сайте ИСР (Институт современной России, США).
В декабре 2010 года избран в федеральный политсовет движения «Солидарность».
В январе 2010 года Перовский суд посчитал, что статья «Письмо советским ветеранам» затрагивает честь и достоинство ветерана Виктора Семёнова и обязал Подрабинека опровергнуть своё высказывание «Ваша Родина — не Россия, а Советский Союз. Вашей страны, слава Богу, 18 лет как нет» и выплатить тысячу рублей штрафа.
В марте 2013 года принимал участие в серии одиночных пикетов за освобождение участниц Pussy Riot Марии Алёхиной и Надежды Толоконниковой.
В марте 2014 года выступил с публикацией «Сдача Крыма», в которой выступил против России и критиковал Запад за нерешительность в действиях в отношении России:

Честно говоря, совсем не жаль тех крымчан, которые стосковались по советскому стойлу и так стремительно рвутся в деградирующую Россию. Жаль крымских татар, которые завоевали право жить на своей родине невиданными жертвами, а теперь вновь попадут под новый советский гнёт.

В сентябре 2014 года подписал заявление представителей российской оппозиции с требованием «прекратить агрессивную авантюру: вывести с территории Украины российские войска и прекратить пропагандистскую, материальную и военную поддержку сепаратистам на Юго-Востоке Украины».
С февраля 2014 по май 2017 года Подрабинек сотрудничал с «Радио Свобода» в качестве автора и ведущего программы «Дежавю». В июне 2017 года Подрабинек отказался выполнить требование редакции удалить из своей программы цитату из видеообращения «Приморских партизан»: «… мне кажется неправильным, чтобы редакционная политика формировалась с учетом противоправных требований российских надзорных органов; чтобы журналисты работали с постоянной оглядкой на Генпрокуратуру». В связи с этим Подрабинек заявил об уходе с радиостанции и о поиске новой работы. С 2021 года Подрабинек продолжил публиковаться на сайте «Радио Свобода».

### Конфликт с организацией «Наши»
21 сентября 2009 года А. П. Подрабинек опубликовал статью в интернет-издании «Ежедневный журнал», озаглавленную «Как антисоветчик антисоветчикам», в которой прокомментировал снятие по распоряжению префекта САО О. Митволя вывески с шашлычной «Антисоветская» на Ленинградском проспекте Москвы (расположенной напротив гостиницы «Советская»). В статье Подрабинек высказал в весьма резких выражениях своё мнение по отношению к протестующим: по его утверждению, названием заведения больше всего недовольны «вертухаи лагерей и тюрем, комиссары заградотрядов, палачи на расстрельных полигонах». Снятие вывески с шашлычной он определил как «покушение на свободы предпринимательства», а поступок ветеранов назвал «жлобством, низостью и глупостью».
Данные выражения послужили причиной конфликта с движением «Наши» (по мнению движения, выражения оскорбили ветеранов) и дальнейшего преследования Подрабинека со стороны активистов движения. Возле квартиры семьи Подрабинек несколько суток стоял пикет нашистов, преследовавший всех членов семьи: жену Аллу Михайловну Подрабинек, а также их детей и внуков. Фотографии членов семьи были выложены в интернет, а соседям раздавали листовки подстрекательского содержания. Семья несколько дней провела в осаде, а сам Александр Подрабинек был вынужден скрыться и не мог попасть к себе домой. Международная организация «Репортёры без границ» потребовала прекратить «кампанию ненависти» в отношении Подрабинека, которому приходится скрываться.
1 октября движение «Наши» подало иск о защите чести, достоинства и деловой репутации к радиостанции «Эхо Москвы» с требованием признать не соответствующим действительности прозвучавшее в эфире утверждение, что «Наши» преследуют журналиста Александра Подрабинека и его семью, а также взыскать 500 тыс. руб. в качестве возмещения вреда. Руководство «Эха Москвы» заявило, что не понимает смысла обвинения.
В защиту Александра Подрабинека также высказался ряд журналистов, политических и общественных деятелей, в том числе Людмила Алексеева, Владимир Рыжков, Гарри Каспаров, Владимир Буковский, Сергей Ковалёв, Владимир Варфоломеев, Юрий Рыжов, Виктор Шендерович, Владимир Кара-Мурза (мл.), Александр Гольц, Лев Рубинштейн, Борис Немцов и другие.
В то же время с резким осуждением содержавшейся в статье Подрабинека апологии антисоветского сопротивления на территории бывшего СССР выступил израильский публицист Авигдор Эскин. Его, в частности, возмутили слова Подрабинека о том, что «в Советском Союзе кроме вас были другие ветераны, о которых вы не хотели бы ничего знать и слышать — ветераны борьбы с советской властью. С вашей властью. Они, как и некоторые из вас, боролись с нацизмом, а потом сражались против коммунистов в лесах Литвы и Западной Украины, в горах Чечни и песках Средней Азии».
Олег Митволь посчитал статью Подрабинека оскорбительной, а также предположил, что последний во время нахождения в лагерях Якутии «что-то отморозил».
5 октября 2009 года Совет при президенте Российской Федерации по развитию гражданского общества и правам человека опубликовал заявление, в котором осудил действия активистов движения «Наши». В заявлении, в частности, говорится: «Совет считает незаконной и аморальной кампанию травли журналиста Александра Подрабинека, организованную безответственными авантюристами из МДАД „Наши“». Совет обнаружил в действиях движения «Наши» признаки экстремизма: «Кампания травли журналиста явно выходит за рамки действующего законодательства и содержит очевидные признаки экстремизма…» Он также указал на неправомерность требований движения «Наши» — в частности, требование о выезде Подрабинека из страны противоречит положению Конституции РФ, «которая гарантирует каждому право выбирать место пребывания и жительства (ст. 27)». Первоначальный вариант этого заявления, выложенный на официальном сайте Совета и растиражированный в Интернете, не содержал положений о том, что Совет осуждает высказывания Подрабинека. В дальнейшем заявление было отредактировано, и в него были включены реплики о том, что Совет не согласен с позицией, изложенной в письме, и считает письмо оскорбительным для ветеранов.
Заявление было встречено неоднозначно. Некоторые члены Совета заявили о своём несогласии с позицией, высказанной от имени Совета его главой Эллой Памфиловой без учёта мнения других членов: тележурналист Алексей Пушков, журналист и председатель Синодального информационного отдела Московского Патриархата Владимир Легойда, кинорежиссёр и писатель Сергей Говорухин и глава Национального фонда развития здравоохранения Елена Николаева. Бывший пресс-секретарь движения «Наши», а ныне депутат Государственной Думы Роберт Шлегель внёс на рассмотрение нижней палаты парламента предложение по смещению Памфиловой с занимаемого поста.
6 октября лидер движения «Наши» Никита Боровиков опубликовал ответ на заявление Совета, в котором заявил, что, по его мнению, обвинения в адрес движения безосновательны.
Перовская межрайонная прокуратура не нашла нарушений законодательства в пикетах, организованных движением «Наши» возле дома журналиста.

## Награды
В июне 2015 года получил медаль Свободы Трумэна-Рейгана от некоммерческой образовательной организации «Фонд памяти жертв коммунизма», лауреатами которой, согласно корреспонденту радиостанции «Голос Америки» Олегу Сулькину, становятся те, «кто на протяжении всей жизни демонстрирует приверженность свободе и демократии, оппозиции к коммунизму и иным формам тирании и подавления личности». Исполнительный директор фонда Марион Смит заявила, что вручение награды Подрабинеку — это «большая честь и привилегия», поскольку он разделяет «неизменную преданность идее освобождения будущих поколений от ужасов коммунизма»..

### Отказ от ордена «За заслуги перед Польшей»
20 ноября 2009 года Александр Подрабинек присутствовал в Варшаве на церемонии награждения государственными наградами Польши известных диссидентов из бывших социалистических стран. В числе представленных к ордену «За заслуги перед Польшей» был и сам А. П. Подрабинек, но во время церемонии было объявлено, что вручение награды задерживается, поскольку своего согласия на это пока ещё не дал президент России Дмитрий Медведев в связи с тем, что существуют двусторонние договорённости, предусматривающие такую процедуру. Александр Подрабинек выступил с открытым письмом к президенту Польши Леху Качиньскому с благодарностью за оказанную высокую честь, но и с отказом от ордена, а также заявил:

Я приношу свои соболезнования польской национальной независимости и государственному суверенитету Польши в связи с тем, что для вручения иностранным гражданам польских государственных наград требуется согласие диктаторов и нелегитимных президентов других стран.
Это открытое письмо вызвало большой резонанс в прессе. Самая тиражная Gazeta Wyborcza и за ней ряд изданий описали это следующим образом: «Подрабинек обиделся на Качиньского, что он не получил ордена, так как на это не согласился Дмитрий Медведев». Подрабинек уточнил свою позицию, написав статью в Gazeta Polska под названием «Gazeta Wyborcza манипулирует фактами», и изложил свою позицию так:
Если бы польский президент вручил мне орден без согласия Медведева, я бы, честное слово, не переживал бы, что при этом нарушен какой-то российский закон. (Кстати, в России такого закона нет.) Склонять к нарушениям закона не всегда плохо. В некоторых государствах существуют такие законы, которые похвально нарушать, а не соблюдать. Например, в бывшем СССР или нынешних Северной Корее и Кубе.
Официальная позиция Министерства иностранных дел Российской Федерации по вопросу такова:
В связи с появившейся информацией о том, что журналист А. П. Подрабинек отказался от получения польской награды на том основании, что на это требуется, дескать, согласие руководства России, хотели бы пояснить следующее.

Между Россией и Польшей нет каких-либо соглашений, в соответствии с которыми требовалось бы согласие российской стороны на награждение частных лиц наградами иностранных государств. Равным образом это не предусматривается и нашим законодательством. Польской стороне это, разумеется, тоже известно. Поэтому демарш А. П. Подрабинека является не более чем неуклюжей попыткой скандальной саморекламы.

## Семья
- Первый брак, жена — Подрабинек, Алла Михайловна[49].
- Дети — Марк Подрабинек (родился в 1979 году в посёлке Усть-Нера Оймяконского р-на Якутии), Даниил, Анна.
- Брат — Кирилл Пинхосович Подрабинек (род. 1952), участник правозащитного движения, публицист.
- Второй брак, жена — Подрабинек Ольга Васильевна.

## Книги и статьи
- Подрабинек, А. Карательная медицина / Под ред. Людмилы Алексеевой. — Нью-Йорк: Хроника, 1979. Архивировано 24 марта 2014 года.
- Punitive medicine / By Alexander Podrabinek ; Transl. by Alexander Lehrman ; Forew. by Alexander Ginzburg. — 2. print. — Ann Arbor : Karoma publ., 1980. — XIII, 223 с., ; ISBN 0-89720-022-5
- Подрабинек, А. История АУМ с правозащитной точки зрения: пробный шар // Экспресс-хроника. — 21.04.1995. — № 13 (399). Архивировано 25 декабря 2014 года.
- Агент аккуратен, Общителен (статья впервые опубликована в 22.04.2000 в правозащитном издании «Экспресс-хроника»)
- Подрабинек, А. Диссиденты. — М.: АСТ, Редакция Елены Шубиной, 2014. — 504 с. — (Литературные мемуары). — 3000 экз. — ISBN 978-5-17-082401-4.
- Подрабинек, А. Третья жизнь. — М. Эксито, 2022. — 320 с. — (Литературные мемуары). — ISBN 978-5-00166-633-2

Под редакцией Александра Подрабинека также вышел двухтомник воспоминаний о его отце: Подрабинек, Пинхос Абрамович (1918—2002).
Страницы жизни: к столетию со дня рождения, 1918—2018 / Пинхос Подрабинек; [сост. А. П. Подрабинек]. — Москва : Сам полиграфист, 2018. — 646, с., ; ISBN 978-5-00077-813-5 :